# Стахів Олександр
Стахів Олександр Андрійович (роки життя невідомі) — український військовий діяч, сотник Армії УНР.
Народився у с. Бушинка Вінницької області.  Мав братів Петра, Івана, Никифора та сестру Євгенію. Прибув з наказу Ю. Тютюнника наприкінці листопада 1922 р. до Румунії. Того ж місяця, з вказівки французького консула в Румунії Де Гонора, відправився до Києва для перевірки інформації про існування «ВВР». Для створення ілюзії існування «ВВР» київські чекісти інспірували проведення «таємного засідання» так званого «правобережного бюро ВВР». Наслідком засідання стало те, що О. Стахів повірив в існування «ВВР» та необхідність повернення в Україну Ю. Тютюнника. Далі О. Стахів, сам того не усвідомлюючи, використовувався чекістами для зв'язку з Ю. Тютюнником та його оточенням, отримання інформації про антибільшовицьку роботу за кордоном. В кінці березня 1923 р. О. Стахіва було заарештовано ДПУ і згодом притягнуто до відповідальності за антирадянську діяльність. Інших учасників розробки повідомлено, що О. Стахів виїхав для відповідальної роботи в Харків.